# 侘寂

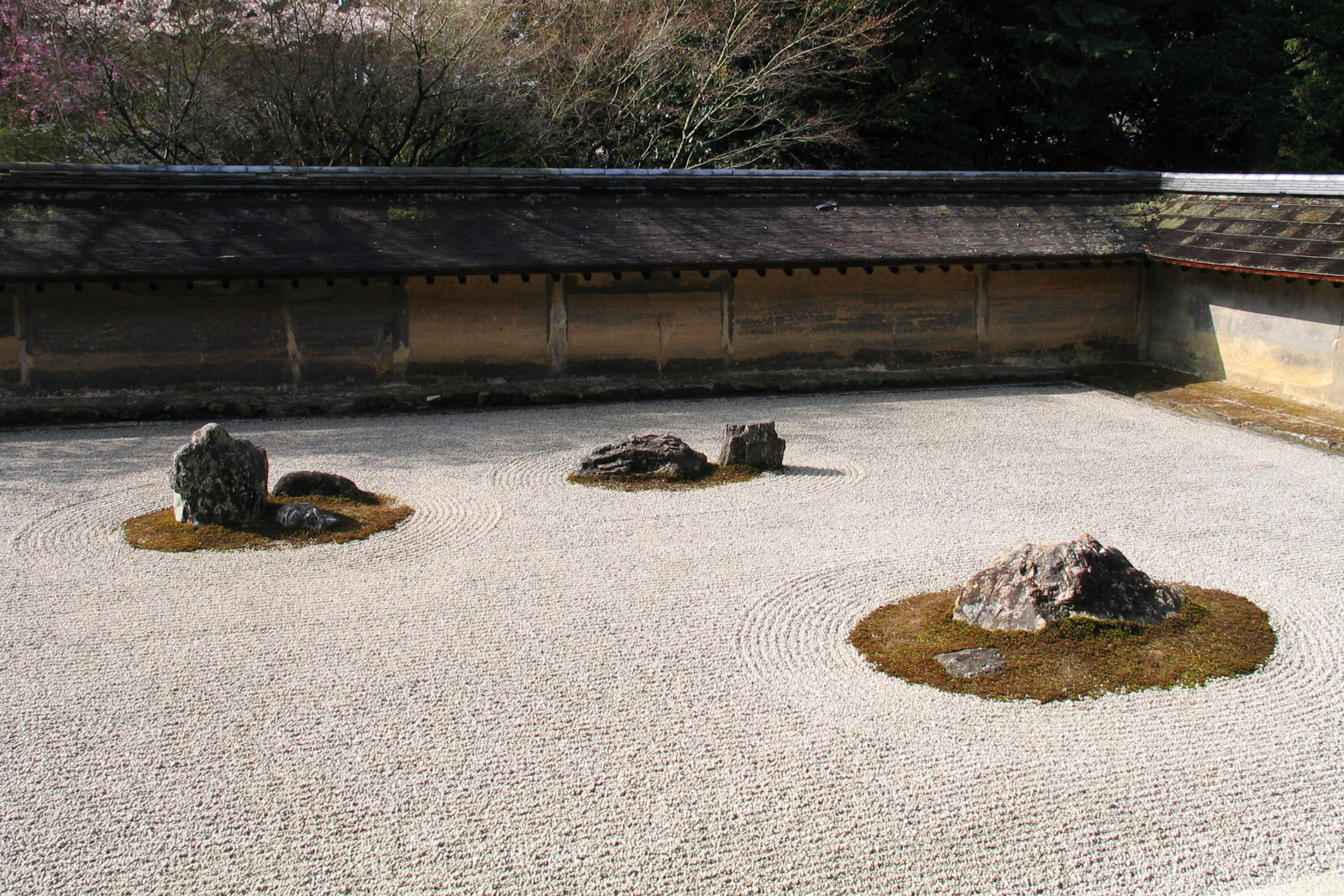
位於京都府京都市的龙安寺禅院。陶土墙上因年代久远形成的斑驳痕迹体现了“寂”。园中岩石则象征着“侘”。

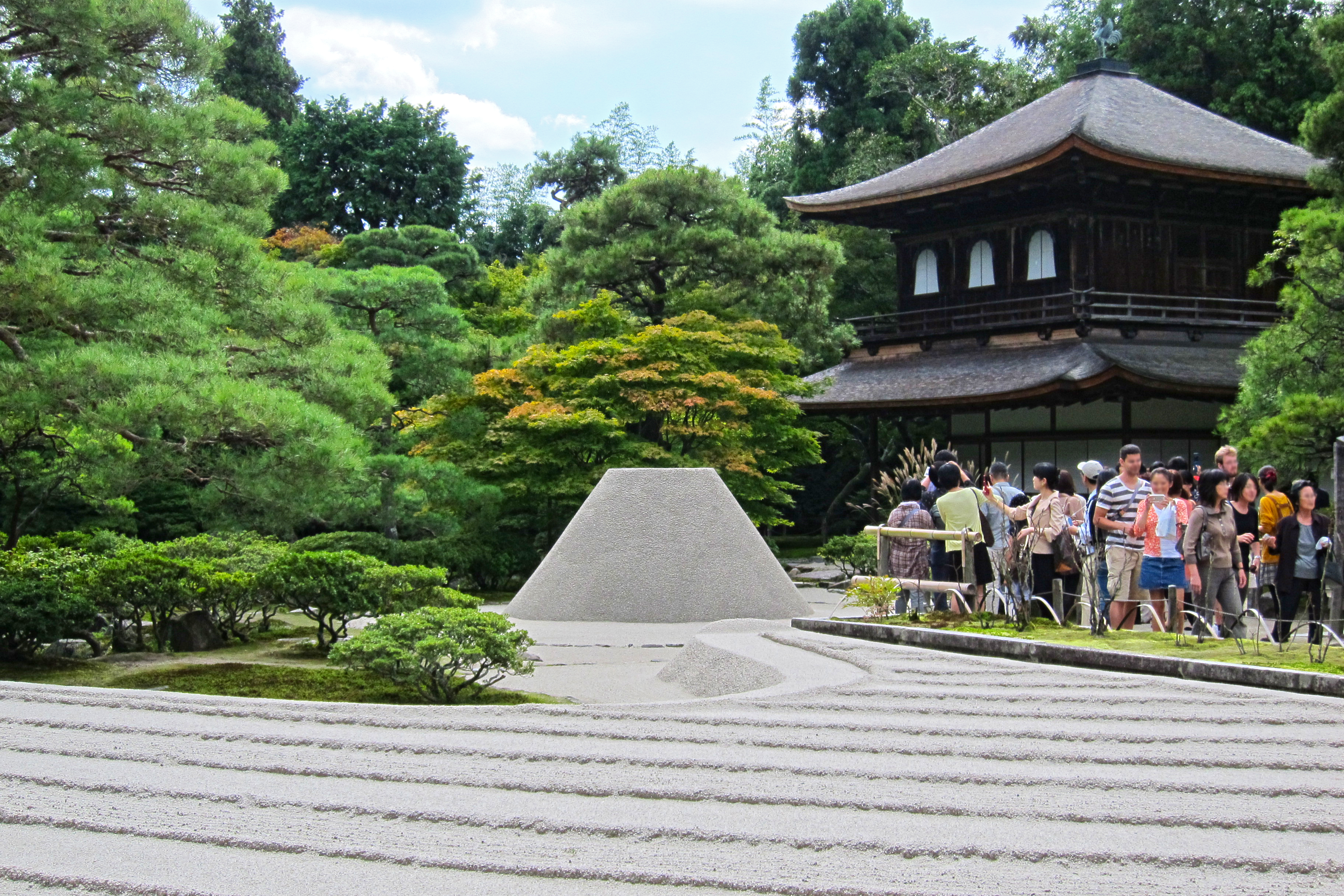
慈照寺的銀閣是「侘寂」的經典

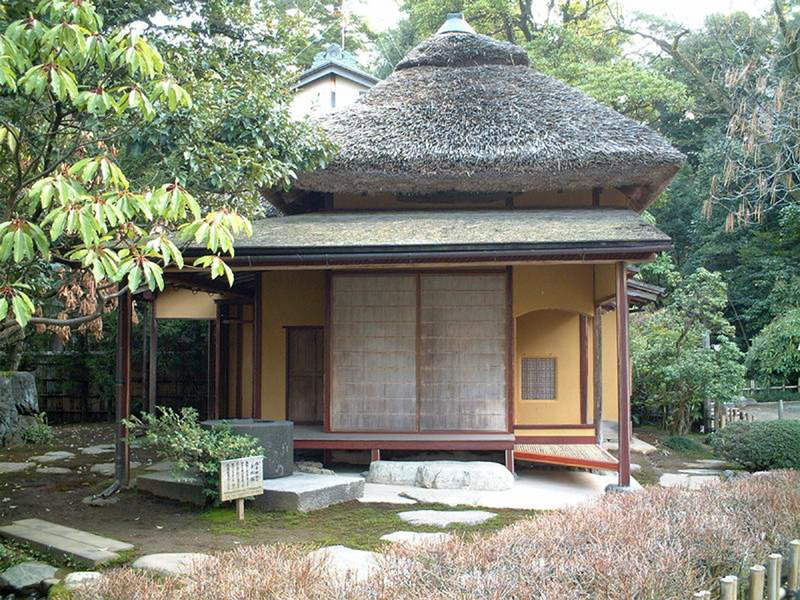
位於石川縣金澤市兼六园中的茶屋代表着“侘寂”的美学

侘寂（日語：侘び・寂び，平假名：わび・さび）是日本文化中的美學概念（參看日本美學），被認為是一種以接受短暫與不完美為核心的世界觀。 這種美學概念有時被描述為一種欣賞本質上「不完美、無常和不完整」的美。 該概念被認為源自佛教的「三法印」等概念。 它普遍存在於日本藝術各種表現形式中。
在日本文化中，它可以是指一種美學特徵，也可以是指一種美學理想。 它一般與陰性、素樸、安靜等特質產生連結。 「侘」與「寂」原先分指不同概念，但在現代經常被連帶稱作「侘寂」。 在日本佛教中，「寂」與死亡和涅槃等概念發生連結，並與貧困、簡化、孤絕等概念有密切關係。
其特徵被認為包含不對稱性、粗糙或不規則、素樸、親密和展現自然的完整性等。

## 意涵
侘寂美學是日本傳統美學中最顯著的特點。它在日本的審美價值中的地位，大致相當於希臘對於美和完善的理想在西方的地位。如果一個物體可以在我們內心帶來寧靜的憂鬱和精神嚮往的感覺，那麼它可以說是“侘寂”。侘寂接受生活是複雜的，但崇尚簡單。它承認三個簡單的事實：沒有什麼能長存，沒有什麼是完成的，沒有什麼是完美的。接受這三樣事實，就能接受滿足是一種成熟的快樂。
文化研究者戶倉恆信，他主張將「侘」視為“問如何（How）的對象，而非問什麼（What）”的概念。於是在美學範疇裡，將不完全與完全的顛覆過程之中，認識主體逐漸產生「侘」的美意識，而「侘」未必存在於外在世界。例如，能夠體現「侘」空間，如「茶禪一味」一詞，以茶人所建作的「小間茶室」作為代表。在不到兩坪的極小空間裡，茶人佈下顛覆舊與新、劣與優等相對概念的契機。鈴木大拙解釋「侘」的意義是「簡樸」、「非時尚」，不依賴世間諸法（如財富、權力、名譽），但內心體驗到最高的價值。千利休孫千宗旦說知「侘」者離貪、暴力、憤怒、怠惰、不安和愚痴，與佛教的戒波羅蜜相應。

## 日本艺术中的体现
日本艺术受禅宗观念影响。因此在日本艺术作品中，接受事物的缺憾和无常便是一大主题和内涵，可以用“侘寂”概括。例如：
- 尺八曲的本曲
- 華道
- 日本盆栽：例如利用纹理粗糙的木材、枯木片和空心的树干，象征草木荣枯，时间流逝。
- 日本庭園，例如枯山水
- 日本诗歌（英语：Japanese poetry）
- 日本陶器（英语：Japanese pottery）：萩焼（日语：萩焼）、樂燒、金繼
- 日本茶道[16]

谷崎潤一郎的《陰翳禮讚》被视为日本当代文学对于“侘寂”的诠释。

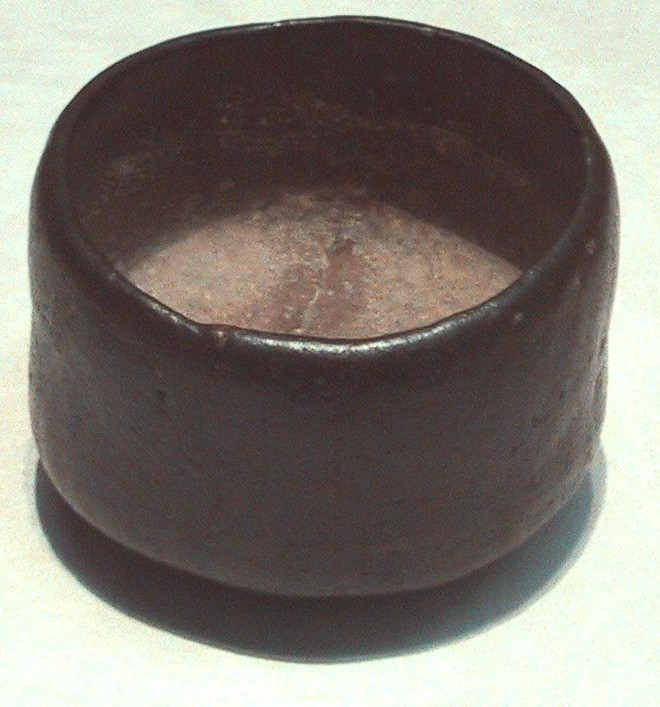
安土桃山时代（16世纪）的“侘寂”乐烧茶碗
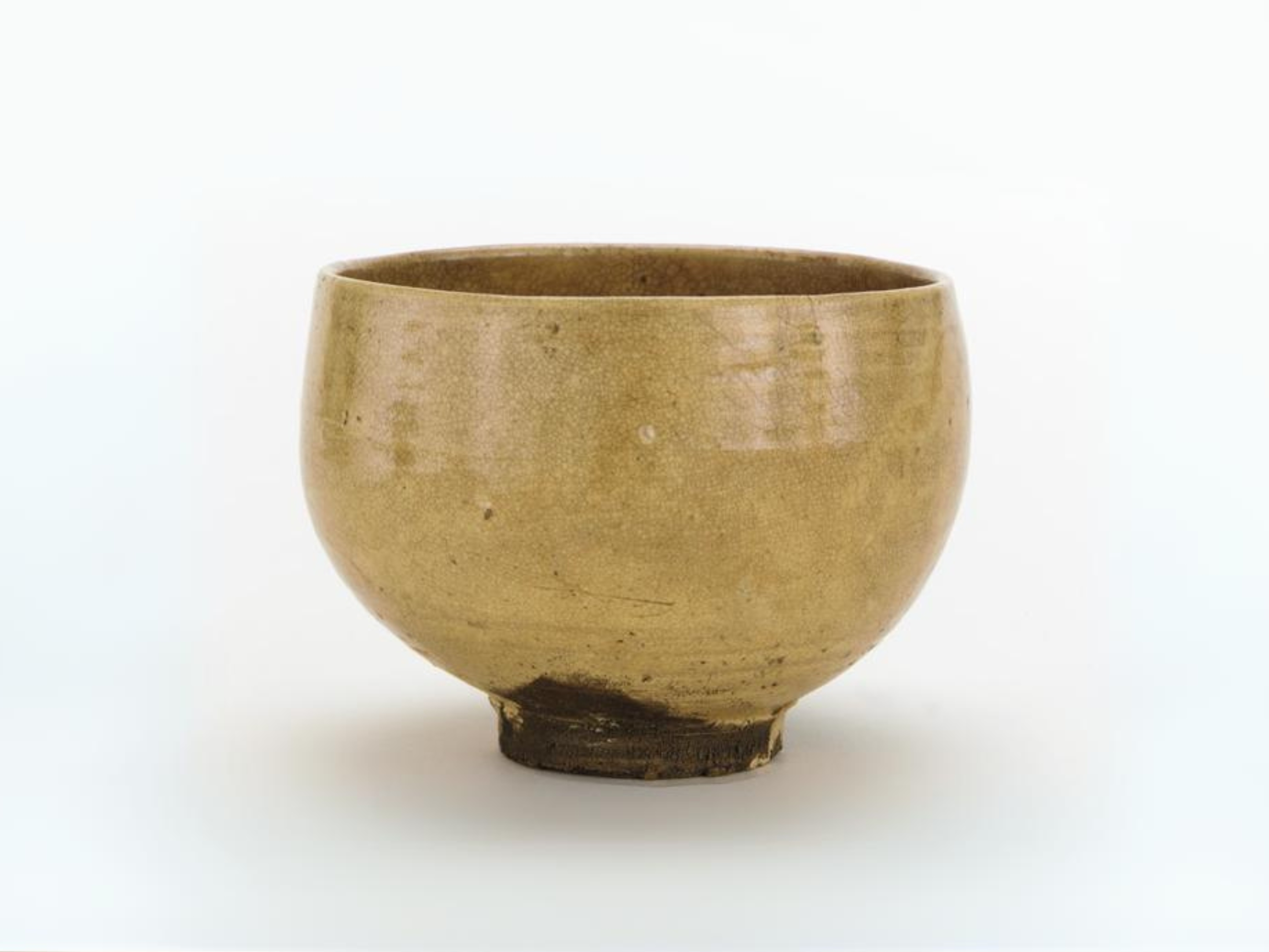
萩焼茶碗
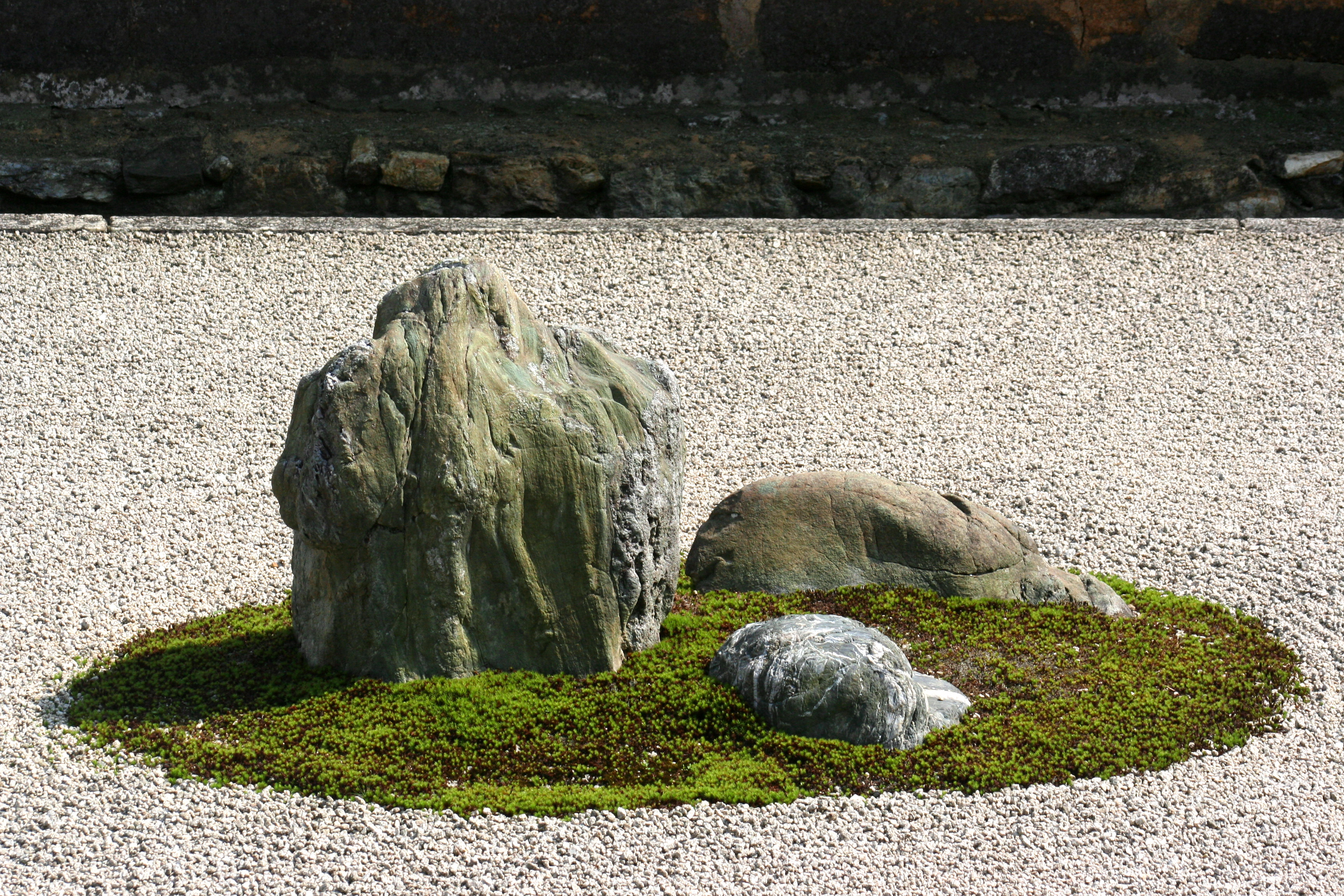
龙安寺枯山水
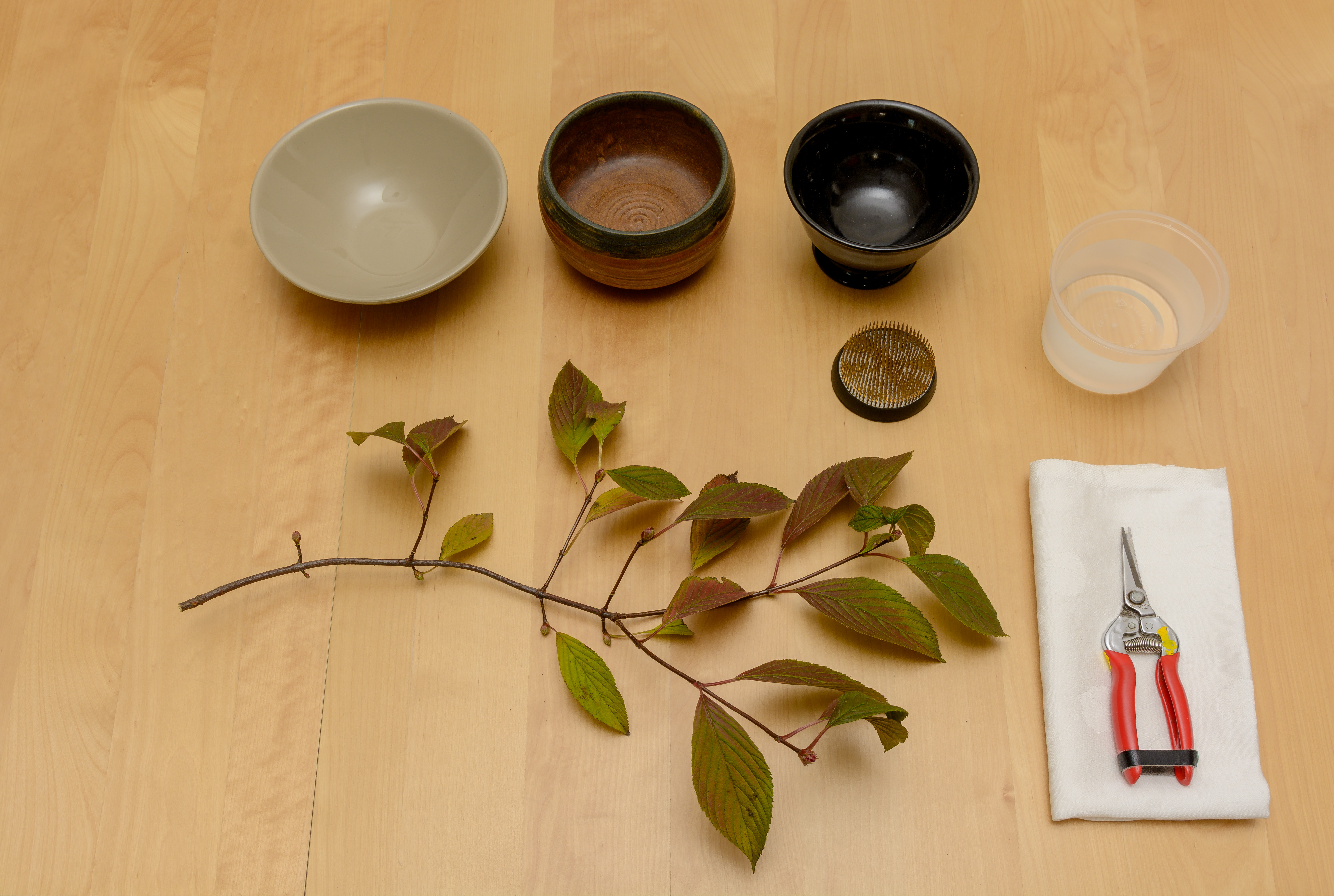
华道的插花用具
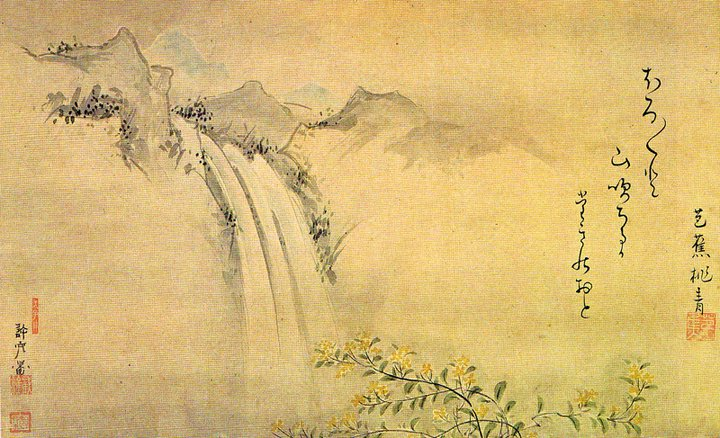
松尾芭蕉所作俳句：（山吹凋零 悄无声息飞舞 泷之音）
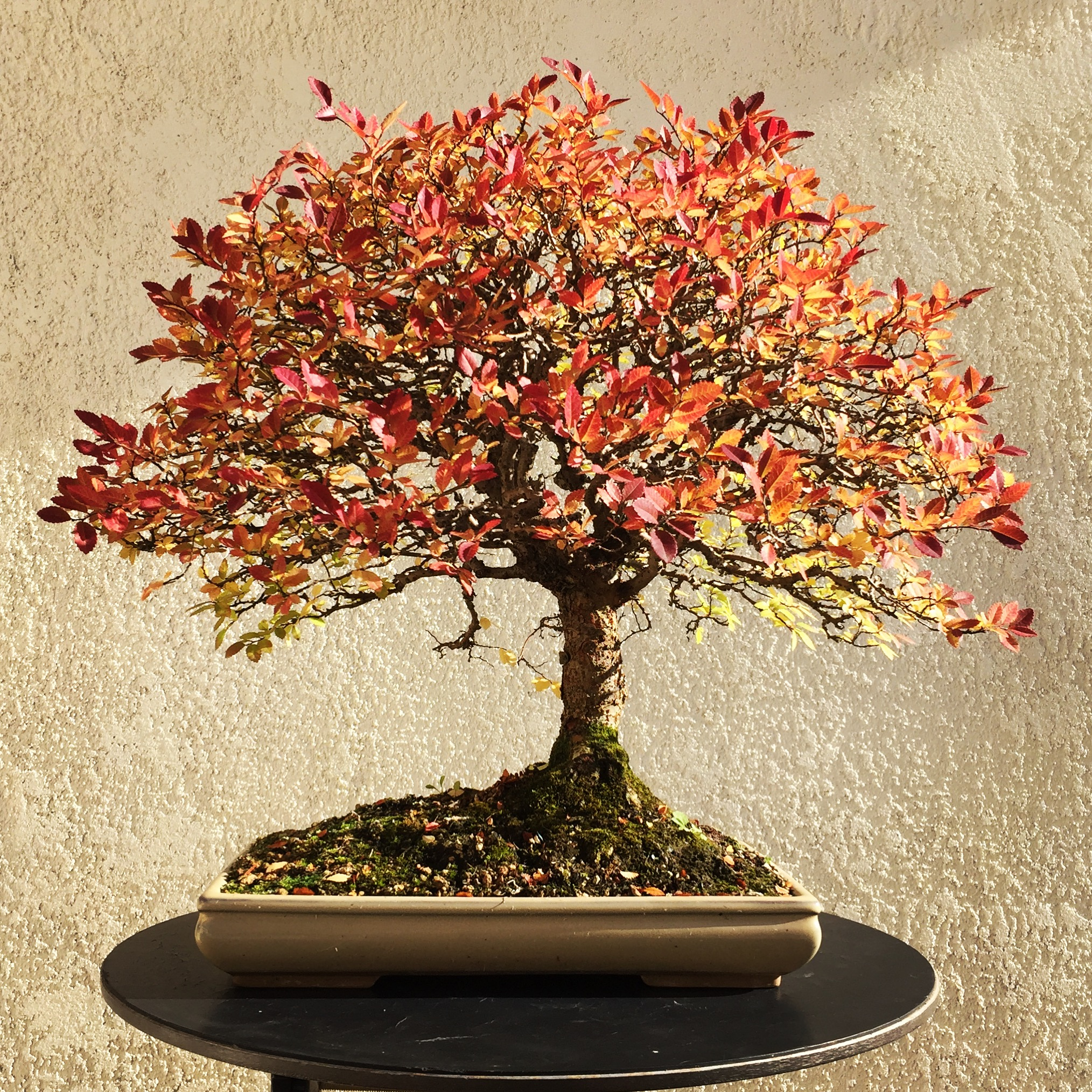
日本盆栽

## 影响
“侘寂”经由各国学者推介，已经成为谈论日本美学时经常被提及的概念，在全球艺术、科技、媒体和医疗等领域都有影响。
心理健康领域以“侘寂”概念抵消“事事追求完美”的思维。
设计师伦纳德·科伦于1994年所著之《侘寂：致艺术家，设计师，诗人和哲学家》（Wabi-Sabi for Artists, Designers, Poets & Philosophers）以英语尝试解释侘寂之概念，将之与西方美学观念并立对比。佩内洛普·格林撰文指出，科伦的著作成为了“铺张浪费的文化在忏悔时的谈资，各路设计师的试金石”。
日本的陶器风格亦影响现代西方制陶工艺，英国陶艺家伯纳德·利奇吸纳许多日本陶艺审美观念，可从其著作《制陶师之书》（A Potter's Book）中窥见一斑。美国设计师约翰·康奈尔亦受侘寂概念影响。反观念主义电影导演杰西·理查兹的作品带有日本风格的侘寂和物哀理念色彩。
敏捷软件和Wiki语言中，开发者以“侘寂”解释其编程是持续不完善的。
2009年3月16日，BBC第4台播出节目《探寻侘寂》（"In Search of Wabi Sabi"），摄制组在日本各地旅行，试图以“侘寂”概念了解日本人的审美情趣。主持人马塞尔·塞鲁（Marcel Theroux）在节目开头验证金太郎所著《侘寂生活》（Living Wabi-Sabi）一书中的假设，询问日本街头的民众“如何解释侘寂”；正如金太郎所预测的那样，“他们很可能会给你一个礼貌的耸肩，并解释说，侘寂根本无法解释”。

## 外部連結
- In Search of Wabi Sabi （页面存档备份，存于） with Marcel Theroux
- Ваби-саби — красота несовершенства （页面存档备份，存于） （俄文）
- Japanese Aesthetics, Wabi-Sabi, and the Tea Ceremony （西班牙文）